# أكيكو كيمرا
أكيكو كيمُرا (木村亜希子 كيمُرا أكيكو) هي مؤدية أصوات يابانية ولدت في 28 يونيو 1971 في يوشيدا, فوكوي.

## أدوارها في الأنمي

### مسلسلات أنمي تلفزيونية
- ميغامان محارب النت - ميجامان
- أمير التنس - أن تاتشيبانا
- كوكب ملك الوحوش - ريكا
- خادم الصفر - لونغفيل/فوكيه
- ميجامان ستار فورس - والدة جيو ستيلار
- القناص - ميتو
- تسوكيهيمي - أوكو أوزاكي
- ترينيتي بلاد - فانيسا والش
- إينازوما إليفن غو كرونوستون - فاي رون

### أوفا أنمي
- القناص: نهاية جزيرة الجشع - بيسكي

## أدوارها في ألعاب الفيديو
- تيلز أوف إينوسنس - روكا ميلدا
- تيلز أوف فرسس - روكا ميلدا
- تيلز أوف ذا وورلد: ريف يونايتيا - روكا ميلدا

## وصلات خارجية
- أكيكو كيمرا على موقع IMDb (الإنجليزية)
- أكيكو كيمرا على موقع ميوزك برينز (الإنجليزية)
- أكيكو كيمرا على موقع قاعدة بيانات الفيلم (الإنجليزية)
- أكيكو كيمرا على موقع ANN person (الإنجليزية)